# خدمات مهاجرت یسوعی، مکزیک
خدمات مهاجرت یسوعی، مکزیک (به انگلیسی: Jesuit Migrant Service, Mexico) توسط انجمن عیسی مسیح در سال ۲۰۰۱ تأسیس شد تا خدمات مختلفی را به بسیاری از مهاجرانی که همراه با خانواده‌هایشان از مکزیک به خارج از این کشور می‌روند ارائه کند.

## خدمات
خدمات مهاجرت یسوعی دارای دفاتری در چیاپاس، فرونترا کومالاپا در ایالت چیاپاس، ایدالگو و تکوزائوتلا در ایالت ایدالگو و در مکزیکوسیتی است. درمیان خدماتی که ارائه می‌کند آموزش کارفرمایان پیرامون مسائل مربوط به مهاجرت، همراهی، حقوق بشر و سیاست‌های مهاجرت می‌باشد و به‌طور مستقیم به حرکت مهاجران، ایمنی و تغذیه آن‌ها رسیدگی می‌کند. همچنین در همکاری با دولت برای کسب حقوق مهاجران فعال است. این دفاتر با سایر سازمان‌های مهاجرت و سازمان‌های یسوعی درگیر در کارهای منطقه ای و در سراسر جهان از جمله همکاری مشترک دارند.

## اهداف اتحاد جهانی کارگران عدالت
خدمات مهاجرت یسوعی به جوامع مهاجر کمک می‌کند و تعالیم عیسی مسیح و ارتقاء حقوق بشر را نیز ترویج می‌نماید. این سازمان با دادن مشاوره حقوقی و با همکاری سایر سازمان‌ها پرونده‌های نقض حقوق بشر در مورد مهاجران گمشده را بررسی می‌کند. تحقیقات درزمینه نقض حقوق بشر در سراسر مکزیک را دنبال می‌کند و با بیش از ده‌ها پناهگاه درسراسر کشور در تماس است. این تیم‌ها برای کمک به مهاجران و خانواده‌هایشان در اغلب شهرهای مکزیک فعال هستند.
خدمات مهاجرت یسوعی با یک عکاس کار می‌کند تا پرونده‌های مهاجران را تکمیل نماید. در یک همکاری با دانشگاه ایبرو آمریکا سیداد مکزیکو ۱۰٫۰۰۰ دلار جایزه تعیین کرد تا از طریق عکاسان برگزیده، بهترین عکسی که بتوان مهاجران در مکزیک را تصویر نمود به‌ دست بیاورد.
خدمات مهاجرت یسوعی در کمک به تهیه مستندات برای سازمان‌های دفاع از مهاجران در سال ۲۰۱۳ نقش مهمی ایفا کرد و همه ساله گزارش سالانه مهاجران را منتشر می‌کند.